# Little Big Women
Little Big Women (孤味S, GūwèiP)  è un film del 2020 diretto da Joseph Hsu.
Il film venne proposto in antemprima nell'ottobre 2020 al Busan International Film Festival.
Il soggetto è tratto dal cortometraggio omonimo del 2017 di Guo Mie. 
.

## Trama
Lin Xiu-ying è una popolare ristoratrice di Tainan giunta al suo settantesimo compleanno. È riuscita a crescere tre figlie con enormi sforzi, dato che il padre l'ha da tempo lasciata, dopo averla tradita ripetutamente. La prima figlia, Qing, è una ballerina che ha girato il mondo, la seconda, Yu, è chirurgo plastico e lavora a Taipei, mentre la terza, Jia-jia, molto più piccola delle altre, ha da poco preso le redini del ristorante della madre. 
Jia-jia viene a sapere che il padre, che vive a Taipei con la compagna Tsai, è stato ricoverato nell'ospedale di Tainan. Proprio mentre lo va a trovare, l'uomo, che gravemente malato era voluto tornare un'ultima volta nella sua città, muore tra le braccia della compagna.
Ricevuta la notizia, Lin decide di non annullare i festeggiamenti per il suo compleanno, per il quale, tra gli altri, è tornata a casa l'amatissima nipote Cheng, figlia di Yu, che studia a Taipei.
Lin, che non nasconde tutto il suo disprezzo per il defunto marito, decide però di tributargli funerali in pompa magna, impedendo alla salma di tornare a Taipei, come desiderato dallo stesso, trattenendo tutti i familiari per una settimana a Tainan.
Nei giorni che portano alla cerimonia solenne conclusiva, Lin elabora il suo passato e il rapporto conflittuale e controverso con il marito, finendo per rivalutarne la figura, se non altro per il grande amore che indubbiamente li ha legati, e accollandosi alcune colpe che da sempre aveva riversato interamente su di lui.
In fine, sententosi in colpa con Tsai per aver sempre negato il divorzio al marito per ripicca, dopo aver constatato l'umanità di questa donna, alla cerimonia finale permette alla stessa di presenziare e officiare come fosse stata la moglie del defunto, facendo generosamente un passo indietro.

## Riconoscimenti
- 2020 - Golden Horse Film Festival
  - Migliore attrice protagonista a Chen Shu-fang
  - Candidatura Miglior regista a Joseph Hsu
  - Candidatura Miglior attrice non protagonista Hsieh Ying-xuan
  - Candidatura Miglior sceneggiatura non originale Maya Huang e Joseph Hsu
  - Candidatura Miglior colonna sonora Blaire Ko
  - Candidatura Miglior canzone Little Big Women
- 2021 - Asian Film Awards
  - Candidatura Miglior attrice protagonista Chen Shu-fang
  - Candidatura Miglior attrice non protagonista Hsieh Ying-xuan